# Twentieth Century (película)
Twentieth Century (en castellano La comedia de la vida) es una película de comedia screwball americana de 1934 pre-Code dirigida por Howard Hawks y protagonizada por John Barrymore, Carole Lombard, Walter Connolly, Roscoe Karns y Edgar Kennedy. Gran parte de la película se desarrolla en el tren 20th Century Limited mientras viaja de Chicago a Nueva York. Ben Hecht y Charles MacArthur adaptaron su obra de Broadway del mismo nombre   basada en la obra no producida Napoleón de Broadway por Charles Bruce Millholland, con contribuciones sin acreditar de Gene Fowler y Preston Sturges.

## Trama
El exuberante empresario de Broadway Oscar Jaffe (John Barrymore) toma a una modelo de lencería desconocida llamada Mildred Plotka (Carole Lombard) y la convierte en la estrella de su última obra, a pesar de las graves dudas de todos los demás, incluidos sus dos asistentes, el contable Oliver Webb (Walter Connolly) y el constantemente borracho Owen O'Malley (Roscoe Karns). A través de un entrenamiento intensivo, Oscar transforma a su protegida en la actriz "Lily Garland", y tanto ella como la obra son éxitos rotundos. Durante los próximos tres años, su asociación genera tres éxitos más y Lily es reconocida como un talento trascendente.
Luego, Lily intenta romper su relación profesional y personal, harta de la sobreposibilidad y el control de Oscar de cada aspecto de su vida. Oscar la convence de no hacerlo, prometiendo ser más confiada y menos controladora en el futuro. En cambio, contrata en secreto una agencia de detectives privados dirigida por McGonigle para observar cada movimiento, incluso hasta el punto de tocar su teléfono . Cuando se entera, es el colmo; ella se va a Hollywood y pronto se convierte en una gran estrella de cine.
Sin Lily, Oscar produce un fracaso tras otro. Después de un tal decepción, para evitar ser encarcelado por sus deudas, se ve obligado a disfrazarse para abordar el lujoso tren Twentieth Century Limited que va de Chicago a la ciudad de Nueva York 's Grand Central Terminal . Por casualidad, Lily Garland sube al tren en una parada posterior con su novio George Smith (Ralph Forbes). Después de prevaricar, Oscar ve la oportunidad de recuperar su fortuna y salvar su relación con Lily.
Oscar planea conseguir que ella firme un contrato con él. Sin embargo, Lily no quiere tener nada más que ver con él. Ella está en camino para ver al rival de Oscar (y exempleado), Max Jacobs (Charles Lane), para protagonizar su obra. Pero Oscar consigue que George rompa con ella. Sabiendo que Lily le ofrece una última oportunidad de éxito profesional, le cuenta su deseo de que interprete a Mary Magdalene en su nueva obra; "sensual, despiadada, pero hermosa - recorriendo toda la gama desde la canaleta hasta la gloria - ¿puedes verla Lily? - la pequeña sin sentido termina en lágrimas al pie de la cruz. Voy a tener a Judasestrangularse con su cabello ". Entonces Oliver cree que ha encontrado a alguien para financiar el proyecto de Oscar, su compañero de viaje Mathew J. Clark (Etienne Girardot), sin darse cuenta de que Clark es un fugitivo inofensivo de un manicomio. Cuando Oscar está levemente herido en un pelea con Clark, él finge estar muriendo y consigue que Lily, angustiada, firme su contrato. La película termina con su primer ensayo, donde Oscar vuelve a su estado habitual, dominando a una desesperada Lily.

## Reparto
- John Barrymore como Oscar "OJ" Jaffe.
- Carole Lombard como Lily Garland / Mildred Plotka.
- Walter Connolly como Oliver Webb.
- Roscoe Karns como Owen O'Malley.
- Ralph Forbes como George Smith.
- Charles Lane como Max Jacobs.
- Etienne Girardot como Mathew J. Clark
- Dale Fuller como Sadie, la criada de Lily.
- Edgar Kennedy como Oscar McGonigle.
- Herman Bing como 'Barba # 1'
- Lee Kohlmar como 'Barba # 2'
- James Burke como Sheriff.
- Fred "Snowflake" Toones como George Washington Jones.
- Howard Hickman como Dr. Johnson (sin acreditar).

- Datos: Q1788051
- Multimedia: Twentieth Century (film) / Q1788051